# Timothy Radcliffe
Timothy Radcliffe OP (22 d'agost de 1945, Londres, Anglaterra) és un frare dominic d'origen britànic. Va ser Mestre General de l'Orde de Predicadors del 1992 al 2001. Ha estat un promotor de la justícia social i els drets humans.

## Biografia
Va entrar a l'Orde de Predicadors el 1965 i es va ordenar sacerdot el 1971, va ensenyar Sagrades Escriptures a la Universitat d'Oxford.
El 1987 fou escollit provincial d'Anglaterra, i després Mestre de l'Orde el 1992. És en aquesta època que es fa conèixer fora dels cercles religiosos per les seves anàlisis i les seves postures sobre la societat contemporània, la situació de l'Església, la vida cristiana i la vida religiosa, sobretot amb diverses obres que han estat àmpliament reeditades. La finesa de les seves anàlisis, la simplicitat dels seus propòsits, tot amb una gran profunditat i un característic sentit de l'humor, han fet que sigui una figura catòlica molt significativa del segle xxi.
El 2001, després d'acabar el seu mandat de nou anys com a Mestre de l'Orde, es va prendre un any sabàtic. Després, el 2002, va tornar com un frare mes a la comunitat de dominics d'Oxford, on continua ensenyant i predicant.
El 2015, Radcliffe va ser nomenat consultor del Pontifici Consell per a la Justícia i la Pau.
El gener del 2023 fou elegit pel papa Francesc per participar al sínode.